# Fibrario
Fibrario Comércio e Indústria Ltda. war ein brasilianischer Hersteller von Automobilen.

## Unternehmensgeschichte
Das Unternehmen hatte seinen Sitz in Rio de Janeiro. Es stellte ab 1982 Automobile und Kit Cars her. Der Markenname lautete Fibrario. L’Auto Craft Montadora de Veículos übernahm 1986 die Produktion.
Sun Car Produktion aus Quickborn fertigte eines der Modelle in Deutschland.

## Fahrzeuge
Das erste Modell war der VW-Buggy Terral. Paul Renha entwarf den Rohrrahmen mit 195 cm Radstand. Die offene Karosserie aus Fiberglas bot Platz für zwei Personen. Hinter den Sitzen war eine Überrollvorrichtung. Die rechteckigen Scheinwerfer stammten vom Chevrolet Chevette. Eine Quelle bezeichnet das Aussehen des Fahrzeugs als funktional und elegant. Ein luftgekühlter Vierzylinder-Boxermotor von Volkswagen do Brasil trieb die Fahrzeuge an.
Wenig später ergänzte der Terral 4 das Sortiment. Er war 50 cm länger und hatte vier Sitze.
1983 folgte der Dimo. Dies war die Nachbildung des Dino 246 als Coupé. Er hatte ebenfalls einen Rohrrahmen, dazu Einzelradaufhängung. Scheibenbremsen sorgten für die Verzögerung. Ein wassergekühlter Motor vom VW Passat bzw. VW Santana mit wahlweise 1600 cm³ Hubraum oder 1800 cm³ Hubraum war in Mittelmotorbauweise hinter den Sitzen montiert und trieb die Hinterräder an.